# Арсен Антонов
Арсен Антонов e български католически свещеник, конвентуалец. Изписван е Арсений и Арсенио.

## Биография
Арсен Антонов е роден на 20 януари 1911 година в село Балтаджии, днес квартал на град Раковски, България. Неговата сестра Ана е втората майка на епископ Георги Йовчев. Гимназиалното си образование завършва при отците конвентуалци в Буюкдере, в Цариград. След това учи в Асизи и завършва теология в Мисионерския теологически колеж. Полага вечните си обети на 11 февруари 1932 година. На 17 март 1934 година е ръкоположен за свещеник в базиликата „Свети Франциск“ в Асизи.
През 1934 година заминава за Шънси, в Китай. Прекарва 4 години в Китай. През 1939 година се завръща в Италия. По молба на епископ Кирил Куртев през 1941 година се завръща в България, където е назначен в енорията „Света Троица“ в село Куклен. Храмът заедно с енорийския дом са построени с негови усилия през 1948 година. През 1964 година поради липса на свещеници в Северна България е назначен в енорията „Непорочно зачатие на Блажена Дева Мария“ в село Ореш.
След смъртта на отец Иван Гаджов, служи и в енорията в село Трънчовица. През декември 1984 година се завръща в родното си място, където умира на 3 януари 1985 година.